# Sauvian
Sauvian és un municipi occità del Llenguadoc francès, situat al departament de l'Erau i a la regió d'Occitània.